# Hans Knecht
Hans Knecht (Albisrieden, 26 de setembre de 1913 - Zúric, 8 de març de 1986) va ser un ciclista suís que fou professional entre 1939 i 1949. El seu èxit esportiu més destacat fou la victòria al Campionat del Món de ciclisme de 1946. També guanyà el  Campionat de Suïssa en ruta de 1943, 1946 i 1947.

## Palmarès
- 1938
  -  Campió del món en ruta amateur
  -  Campió de Suïssa amateur de persecució per equips
- 1939
  - 1r del Circuit de Bâle
- 1940
  - 1r del Gran Premi de Ginebra
- 1941
  - 1r del Gran Premi del Jubileu
- 1943
  -  Campió de Suïssa en ruta
  - 1r al Tour del llac Léman
  - 1r a l'A través de Lausana
- 1944
  - 1r de la Zuric-Lausana i vencedor d'una etapa
- 1946
  -  Campió del Món en ruta
  -  Campió de Suïssa en ruta
- 1947
  -  Campió de Suïssa en ruta
  - 1r del Tour del Nord-oest